# Bitwa pod Dahlen
Bitwa pod Dahlen – bitwa stoczona 25 kwietnia 1568 r. pomiędzy siłami holenderskich rebeliantów, dowodzonymi przez Joosta de Soete, oraz hiszpańską armią pod dowództwem Sancho d'Avili. Jako część planowanej przez Wilhelma I Orańskiego inwazji, niderlandzcy rebelianci próbowali podbić miasto Roermond, kiedy przybycie sił hiszpańskich zmusiło ich do odwrotu. D'Avila wyruszył w pogoń za uciekającym wojskiem, by zadać mu ostateczny cios nieopodal miejscowości Dahlen (dzisiejsze Rheindahlen). Zbiegowie z pola bitwy szukali schronienia za murami miasta, gdzie dopadła ich hiszpańska piechota. Bitwa pod Dahlen jest przez niektóre źródła uważana za początek Wojny Osiemdziesięcioletniej.